# Belinda Carlisle
Belinda Jo Carlisle (IPA /kɑːrlaɪl/; Los Angeles, 17 agosto 1958) è una cantante, musicista e attivista statunitense.
Fondatrice e leader delle Go-Go's, primo gruppo femminile rock and roll a conoscere il grande successo, intraprese la carriera solista a partire da metà anni ottanta, durante la quale ha pubblicato 8 album in studio con 3 dischi d'oro negli Stati Uniti e 5 nel Regno Unito.
Il suo album di maggior successo, Heaven on Earth, è vincitore di diversi dischi di platino su entrambe le sponde dell'Atlantico.
Da esso è tratto il suo singolo di maggior successo in assoluto, Heaven Is a Place on Earth.
Tra gli altri singoli a raggiungere i vertici delle classifiche di tutto il mondo si citano Mad About You, I Get Weak, Circle in the Sand, Leave a Light On, La Luna, Summer Rain, In Too Deep, Always Breaking My Heart.
Ai suoi album hanno partecipato artisti di primo piano tra i quali George Harrison, Brian Wilson, Lindsey Buckingham, Bryan Adams, Per Gessle, William Orbit, Nick Beggs, Pat Smear, Natacha Atlas e Brian Eno, e ha interpretato canzoni scritte da quotati compositori pop rock contemporanei tra cui si citano Rick Nowels, Diane Warren, Billy Steinberg e Gregg Alexander.
Belinda è tornata all'apice della notorietà con le Go-go's, premiate all'annuale show Billboard 2020 e per i Rock All Fame Awards 2021.
Nel 2023 Belinda interpreta "Gonna be you", hit single uscito il 20 gennaio 2023, tratto dalla soundtrack del film 80 for Brady
Belinda in questo brano duetta con Dabbie Harry, Gloria Estefan, Cindy Lauper e Dolly Parton.
Il 16 Marzo dello stesso anno Belinda pubblica un brano scritto da Diane Warren (autrice già di I get weak e World without you) intitolato "Big big love", accompagnato da un video ufficiale di supporto, girato interamente a Los Angeles. La hit viene inclusa in un EP di cinque tracce intitolato "Kismet" e pubblicato nel Maggio 2023.
Il 6 giugno 2025 esce il primo singolo "The air that I breathe" estratto dal nuovo album "Once Upon a time in California".

## I primi anni e il periodo con le Go-Go's
La prima avventura della Carlisle nella musica consiste in una breve esperienza come batterista nel gruppo punk The Germs, con lo pseudonimo di Dottie Danger, anche se, a causa di una malattia, Belinda non riuscirà mai a suonare dal vivo con la band. Poco dopo aver lasciato The Germs, fonda le Go-Go's (che originariamente si chiamavano The Misfits, cioè «I Pesci fuor d'Acqua»), con un'amica da poco avvicinatasi alla musica, Jane Wiedlin. Insieme alla batterista Gina Shock, alla chitarrista (ex bassista) Charlotte Caffey e alla bassista (ex chitarrista) Kathy Valentine, le Go-Go's diventano uno dei gruppi statunitensi più famosi dei primi anni ottanta, riescono a far passare la new wave nelle radio popolari americane e diventano la prima band tutta al femminile nella storia del rock ad avere un album al Numero 1, scrivendone anche i testi e la musica e suonando personalmente i propri strumenti.
Le Go-Go's registreranno altri due album di studio (il secondo dei quali, Vacation, otterrà il disco d'oro, grazie alla popolarità della sua title track). Head over Heels, tratta dal terzo album, Talk Show, arriva fino all'11º posto, ma le ragazze non riusciranno a ripetere l'enorme successo dell'album di debutto, il multi-platino Beauty and the Beat, contenente le hit We Got the Beat e Our Lips Are Sealed. Ben presto, si crea una spaccatura tra la candida immagine pubblica delle Go-Go's e le loro vere abitudini, che rientrano appieno nella classica triade «sesso, droga e rock'n'roll». Anni dopo, in un'intervista del 2007, concessa a PlanetOut, la Carlisle ammetterà che la band aveva un gran numero di groupies femminili e sia lei che le sue compagne avevano avuto una "cotta" per Debbie Harry

## Carriera solista

### Belinda
Le Go-Go's si sciolgono ufficialmente nel 1985 (anno in cui esce il primo omonimo album di Jane Wiedlin) e la Carlisle inizia la carriera solista, pur continuando a collaborare con l'ex Go-Go's Charlotte Caffey. Il primo long playing solista della Carlisle, semplicemente intitolato Belinda, viene pubblicato per l'etichetta storica della band, la I.R.S. Records, nel 1986. Dall'album vengono estratti quattro singoli: la hit estiva Mad About You (#3 US, numero 1 Canada) (con Andy Taylor alla chitarra); il secondo 45 giri, I Feel the Magic, dalle sonorità black, chiaramente ispirato alla leggendaria casa discografica Motown; il terzo singolo, una cover di Band of Gold, di Freda Payne; e l'ultimo estratto, l'intensa ballata intitolata Since You've Gone. La prima ristampa in CD dell'album, pubblicata dall'etichetta originaria, è uno dei primi compact disc mai immessi sul mercato discografico. La seconda ristampa in digitale è invece molto più recente, ed è stata realizzata dalla Virgin nel 2003, che ha aggiunto alle 10 tracce originarie 4 bonus remix: 1 «extended» di Mad About You e 3 versioni alternative di Band of Gold («extended», «single» e «dub mix»), la cui versione su singolo, ricantata in duetto con la stessa Payne, già differiva notevolmente da quella del long playing.
Nello stesso periodo, la Carlisle incide anche due brani per altrettante colonne sonore: In My Wildest Dreams, pezzo di apertura del film Mannequin, e Dancing in the City, dalla pellicola di Whoopi Goldberg, intitolata nell'originale Burglar, ma uscita in Italia come Affittasi ladra.

### Heaven on Earth
Per il secondo lavoro solista, l'album Heaven on Earth, del 1987 la Carlisle cambia notevolmente il suo look, passando dal tipico caschetto biondo da California Girl a una lunga acconciatura rosso mogano. Anche lo stile musicale cambia radicalmente, abbandonando il pop soul con influenze anni sessanta del primo disco, in favore di un pop rock più tipicamente anni ottanta, che diventerà il suo marchio di fabbrica. L'album viene pubblicato negli USA per la MCA e nel Regno Unito per la Virgin. Il long playing entra nella Top 5 in Gran Bretagna e in Australia, e riceve la nomination per un Grammy Award. Il produttore dell'intero lavoro, Rick Nowels, aveva già lavorato con Stevie Nicks e in seguito avrebbe collaborato anche con Madonna.
Dal 33 giri vengono estratti in totale 6 diversi singoli, di cui 5 nel Regno Unito e 4 negli USA. Il primo estratto è il brano da cui l'album Heaven on Earth prende parte del suo titolo, e cioè il più grande successo solista di Belinda, Heaven Is a Place on Earth, che arriva al Numero 1 in vari paesi, tra cui USA, UK, Svezia e Norvegia (il singolo raggiunge il Numero 6 in Italia, mentre il remix dance arriva al Numero 1 anche nella chart dance statunitense). La canzone diventa un grandissimo successo anche nelle radio e sulle emittenti musicali, grazie a un videoclip diretto dall'attrice premio Oscar americana Diane Keaton. Il secondo estratto dall'album, I Get Weak, scritto da Diane Warren, arriva al Numero 2 negli USA ed entra nella Top 10 in UK, anch'esso accompagnato da un video della Keaton. In Italia, il brano entrerà in classifica direttamente al Numero 11, riottenendo il piazzamento più volte, senza mai tuttavia entrare nella Top 10. Il terzo singolo/video dall'LP è l'intensa ballata Circle in the Sand, un altro Top 10 negli USA, in UK e in Germania. Poi, a questo punto, la promozione si diversifica a seconda dei paesi: nel Regno Unito, il quarto singolo World Without You avrà un moderato successo, seguito dal quinto singolo, un'altra ballad, uscita nel 1988, Love Never Dies..., che non va però oltre le posizioni più basse della classifica britannica. Negli USA, il quarto singolo pubblicato sarà I Feel Free, una reinterpretazione del classico della band dei Cream, che non riesce a entrare nella Top 40.

### Runaway Horses
Il seguito del grande successo di Heaven on Earth è costituito da Runaway Horses, che esce il 3 ottobre del 1989. L'album entra di nuovo nella Top 5 in Australia e in UK, ottenendo il doppio disco di platino in Australia e il disco di platino in UK, ma non riesce a eguagliare questo risultato negli USA. Anche in questo caso, ben 6 i singoli estratti. Il primo 45 giri è Leave a Light On, brano di apertura dell'album, che raggiunge il Numero 11 negli USA, il Numero 8 in Svezia e in Svizzera, e diventa un altro Top 5 in UK, Australia, Austria e Italia. La canzone comprende un assolo di slide guitar, eseguito dall'ex Beatles George Harrison, che collabora anche su un altro pezzo del disco, Deep Deep Ocean. Il secondo singolo statunitense, Summer Rain, raggiunge il Numero 30 nella primavera del 1990. Il brano, definito da Belinda il più difficile da interpretare del suo repertorio fino a quel momento, arriva fino al Numero 6 in Australia, dove da allora è diventato un classico, di cui è stata realizzata una cover, nel 2004, dal gruppo australiano degli Slinkee Minx. Mentre il successo della Carlisle diminuisce negli USA, la sua popolarità rimane costante in Europa e in Australia. Nel 1990, vengono estratti altri singoli dall'album, tutti più o meno di successo: l'estiva title track, Runaway Horses, che viaggia ai margini della Top 40 in Australia e in UK, la spagnoleggiante La Luna, Top 20 in Germania e Australia e Top 10 in Svizzera, di cui vengono realizzate diverse cover (dalla band tedesca dei Commercial Club Crew, dal cantante tedesco Maroma, e dal gruppo croato dei Magnetic) e un vero e proprio inno rock, (We Want) The Same Thing, remixata per l'uscita su 45, che diventa l'ennesimo successo da Top 10 in Gran Bretagna. In sordina esce anche la ballata Vision of You, che non entra nella UK Top 40 per un soffio, fermandosi invece al Numero 41; il brano farà comunque da promo al tour di successo Runaway Live, la cui registrazione è stata distribuita originariamente in VHS e successivamente, da novembre 2001, in DVD. Nel 1993 Jennifer Rush fece una reinterpretazione del brano cantandolo anche in spagnolo.
Nel tardo autunno del 1990, le Go-Go's si riuniscono per un breve tour, a supporto della loro prima raccolta di successi, Greatest, che comprende alcune hit, brani importanti e una nuova versione registrata nuovamente della reinterpretazione di Cool Jerk, che compariva originariamente sul secondo album della band, Vacation. Il tour si caratterizza per la campagna contro le pellicce portata avanti dai membri della band, a supporto della PETA-People for the Ethical Treatment of Animals («Persone per il trattamento etico degli animali»), un'organizzazione per i diritti degli animali. Più tardi nel corso dell'anno, la Carlisle si unisce al cantante solista degli The Smithereens, Pat DiNizio, cantando sulla ballad del gruppo, Blue Period.

### Live Your Life Be Free
Nel 1991, Belinda pubblica il suo quarto album di inediti di studio, Live Your Life Be Free. Il disco segna in un certo modo un ritorno alla musica dalle influenze anni sessanta che aveva caratterizzato il suo debutto come solista. Il singolo Do You Feel Like I Feel?, primo estratto per il mercato USA, ma secondo per quello europeo (Numero 29 in UK), viene accompagnato da un video scanzonato, ispirato dal B-movie Attack of the 50 Foot Woman. La title-track, Live Your Life Be Free, mescola influenze anni sessanta con il tipico stile del produttore Rick Nowels, ed è accompagnata da un video che enfatizza, con immagini colorate e alla moda, il volto fotogenico della Carlisle. Il brano non otterrà i favori del pubblico statunitense, mentre in Europa sarà un successo radiofonico e conquisterà la Top 20 in UK (Numero 12), Italia (Numero 11) e Svezia (Numero 16), ottenendo lo stesso risultato di classifica anche in Australia. I singoli successivi, Half the World, Little Black Book e I Plead Insanity, diventano successi al di fuori del territorio statunitense. Nonostante Live Your Life Be Free si riveli, nel complesso, un inaspettato flop negli USA, ottiene comunque successo in Europa (Top 10 nel Regno Unito). Little Black Book verrà utilizzata anche come brano di punta della successiva raccolta, The Best of Belinda - Volume 1; anche I Plead Insanity avrebbe dovuto seguire lo stesso percorso, ma la Carlisle non ne proseguirà la promozione, poiché in avanzato stato di gravidanza.

### The Best of Belinda - Volume 1
Il primo periodo solista di Belinda Carlisle si chiude nel 1992, al termine del contratto con la MCA, la sua casa discografica negli USA. Ancora attiva in Europa e in Australia con la Virgin Records, nel 1992 esce la sua prima raccolta di successi, The Best of Belinda - Volume 1, che raggiunge il Numero 1 e ottiene il doppio disco di platino, sia nel Regno Unito che in Australia. Il greatest hits non comprende inediti, ma include invece tutti i singoli tratti da Heaven on Earth, Runaway Horses e Live Your Life Be Free, omettendo soltanto la ballata Love Never Dies..., ultimo estratto europeo da Heaven on Earth, e i quattro singoli usciti per la sua prima etichetta, la I.R.S., cioè Mad About You, I Feel the Magic, Band of Gold e Since You've Gone, tratti dal suo primo album solista, Belinda; la collection esclude anche le colonne sonore da lei realizzate fino a quel momento.

### Real
Il quinto album di inediti di studio della Carlisle, Real, esce nel 1993, pubblicato su etichetta Virgin sia negli USA che in Europa. Il disco, in cui risalta l'assenza di Rick Nowels alla produzione, rappresenta un momentaneo allontanamento di Belinda dalla formula musicale vincente costituita da un pop rock leggero e orecchiabile, sottolineando invece un ritorno alle origini punk rock delle Go-Go's, a uno stile di musica ancora più duro di quello degli esordi ufficiali della band, rintracciabile in alcuni demo inseriti nel Greatest Hits Return to the Valley of the Go-Go's, pubblicato dal gruppo l'anno successivo. Persino la copertina dell'album pare allinearsi a questo stile più crudo e meno rifinito, puntualizzato già dal titolo stesso dell'LP (real significa appunto «vero, reale, genuino»), con una Belinda ritratta senza il suo fedele make-up.
Il lavoro è quasi tutto scritto e co-prodotto dalla stessa Carlisle, assieme alla ex Go-Go's Charlotte Caffey, che ritorna qui ad avere grande spazio, dopo una parziale eclissi nei dischi precedenti, nonostante l'amicizia tra le due colleghe non sia mai venuta meno. In Gran Bretagna, il 33 giri raggiunge il Numero 9, dando vita a due soli singoli, entrambi di successo: il primo estratto, Big Scary Animal, si piazza al Numero 12 in UK, il secondo, Lay Down Your Arms, entra nella Top 30 britannica. Nello stesso periodo, la Carlisle registra anche un nuovo brano per una colonna sonora, One by One, per il film The Harvest del 1993.
Dopo il terremoto di Northridge del 1994 Belinda e la sua famiglia traslocano in Europa. Verso la fine dell'anno, le Go-Go's si riuniscono un'altra volta, imbarcandosi in un nuovo tour, a supporto di un doppio greatest hits, il citato Return to the Valley of the Go-Go's, contenente tre brani inediti (inclusi anche nella versione singola europea). Uno dei tre nuovi pezzi, il singolo The Whole World Lost Its Head, contiene un paio di versi storici, che testimoniano il mito intramontabile delle Go-Go's: "Mary ate her little lamb/And punk rock isn't dead", cioè «Maria ha mangiato il suo agnellino e il punk rock non è affatto morto» (il primo dei due versi è un gioco di parole basato sull'assonanza con la frase originaria, "Mary had a little lamb", vale a dire «Maria aveva un agnellino»). Anche stavolta, però, la band si scioglie sùbito dopo la fine del tour. Da allora, Belinda ha sempre vissuto in Francia e in Inghilterra.

### A Woman and a Man
Nel 1995, la Carlisle ritorna nello studio di registrazione e ricomincia a lavorare con Rick Nowels. Nel 1996, nel Regno Unito e in Australia, esce il suo sesto album di inediti, intitolato A Woman and a Man, pubblicato per l'etichetta Chrysalis Records. L'album, che riprende il discorso interrotto con Live Your Life Be Free, riabbracciando la formula vincente del pop rock, con una decisa virata verso il cosiddetto «pop adulto contemporaneo», rinvigorisce la sua carriera solista in Europa e le regala diverse nuove hit in formato singolo. Il primo estratto, In Too Deep, entra direttamente al Numero 6, riportando la Carlisle nella Top 10 britannica, per la prima volta dopo sei anni, e davanti a personaggi di spicco del periodo, quali Toni Braxton e Céline Dion. Anche Always Breaking My Heart, uno di due brani inclusi nel disco scritti e prodotti da Per Gessle, metà del duo dei Roxette, entra nella Top 10, piazzandosi al Numero 8. Il lavoro dà vita ad altri due successi nel Regno Unito: Love in the Key of C (Numero 20 in UK) e California (Numero 31 in UK). L'album raggiunge il Numero 12 in UK, e ottiene il disco d'oro. Visto il grande successo del disco in Gran Bretagna, si decide di pubblicarlo anche negli USA, dove esce, durante l'estate del 1997, per la piccola etichetta Ark21. Nonostante il ritorno al successo in Europa e le comparse promozionali della Carlisle alla televisione e alla radio in America, l'album non riesce a ottenere lo stesso successo in Nord America. Con i primi due singoli estratti, Belinda tornerà in classifica anche in Australia; in particolare, In Too Deep conquista un soddisfacente Numero 11 ottenendo il disco d'oro.
Nel 1996, Belinda registra I Wouldn't Be Here (If I Didn't Love You), per la colonna sonora ufficiale di Two If by Sea, mentre nel 1997, realizza I Won't Say (I'm in Love) per Hercules, il cartone animato della Walt Disney. La canzone verrà inserita nella versione europea della colonna sonora, pubblicata come singolo soltanto in Francia e in Germania, e interpretata, nella versione italiana, intitolata Ti vada o no, da un duo appena nato, costituito dalle due sorelle milanesi Paola & Chiara, che all'epoca avevano da poco trionfato al Festival di Sanremo di quell'anno, nella sezione delle «Nuove Proposte». Nessuno di questi brani è mai comparso su raccolte di Belinda Carlisle.

### A Place on Earth - The Greatest Hits
Nel 1999, la Carlisle pubblica il suo secondo greatest hits nel Regno Unito, una doppia raccolta su CD, per la Virgin, dal doppio titolo A Place on Earth - The Greatest Hits, contenente una selezione dei brani già inseriti sulla prima raccolta The Best of Belinda - Volume 1 del 1992, Big Scary Animal, il primo singolo da Real del 1993, e i quattro singoli estratti da A Woman and a Man del 1996. Per l'occasione, Belinda registra anche tre nuove tracce: i singoli All God's Children (dagli autori del mega successo dell'anno, ovvero Believe di Cher) e A Prayer for Everyone (scritta dal fido Rick Nowels, insieme alla citata Marie Claire D'Ubaldo) e il brano Feels Like I've Known You Forever, inserite in chiusura del primo disco, The Greatest Hits. Il secondo disco, propriamente intitolato A Place on Earth, comprende invece una serie di remix editi dei suoi più grandi successi, unitamente a un paio di lati B, originariamente inediti, mai comparsi sui relativi album. Alcuni dei remix portano la firma di William Orbit, che aveva già lavorato con Madonna sull'album del 1998, Ray of Light. Il doppio A Place on Earth - The Greatest Hits ottiene il disco d'oro in Gran Bretagna, piazzandosi al Numero 15.

### Voilà
Nel 2007, Belinda Carlisle pubblica il suo settimo album solista, Voilà!, il suo primo lavoro di studio a lungo respiro in undici anni. Il disco è prodotto da John Reynolds ed è composto da un mix di canzoni pop e classici francesi, tra cui cover di brani storici di Françoise Hardy e Édith Piaf. Un'edizione limitata del disco, pubblicata per il lancio promozionale iniziale, contiene quattro bonus tracks, cantate in inglese, tra cui l'unico singolo estratto, I Still Love Him, e un adattamento della celebre La vie en rose. Voilà viene pubblicato dalla Rykodisc ed esce nel Regno Unito il 5 febbraio, e negli USA il 6 febbraio del 2007. A Belinda era stato originariamente chiesto di realizzare un nuovo album contenente brani aderenti alla sua classica formula pop rock, ma la cantante si è rifiutata, optando invece per la registrazione di questa collection di classici, caratterizzati da uno stile di cui ha dichiarato di essersi "letteralmente innamorata", sin da quando si era trasferita in Francia all'inizio degli anni novanta. Una recensione dettagliata dell'album, traccia per traccia, compare sul sito Belinda Carlisle - A Place On Earth Belinda Carlisle.

### Icon
Il 19 marzo 2013 esce il nuovo greatest di Belinda, pubblicato dalla Geffen Label. Oltre le classiche hits del passato, troviamo all'interno dell'album il nuovo singolo "Sun", unico brano inedito. La cover del CD è affidata ad una vecchia foto scattata dal fotografo Herb Ritts, già utilizzata nell'inlay dell'album Runaway Horses.
Successivamente, dopo l'imprevedibile successo di Sun in UK, viene pubblicato un secondo singolo intitolato Goodbye Just go.

### Wilder Shores
Dopo dieci anni dall'album francese Voilà, Belinda pubblica Wilder Shores il 29 settembre 2017.
Un disco sperimentale dalle sonorità popmantra in cui le tracce racchiudono veri e propri mantra kundalini, arrangiati con sonorità pop tipiche di Belinda.
Il primo singolo Adi Shakti viene pubblicato in anteprima il 5 agosto dello stesso anno.

### Gold
Raccolta di singoli uscita nel 2019 che conduce Belinda con un inaspettato successo di vendite all'undicesima posizione della chart inglese, sorpassando grandi nomi del panorama musicale del momento e senza alcun brano in promozione. La raccolta include vecchi successi e nuovi brani.

## Collaborazioni
Durante la sua carriera solista, Belinda Carlisle ha avuto l'opportunità di lavorare con numerosi rinomati musicisti, sia degli anni sessanta che della sua generazione. Il chitarrista della formazione originaria dei Duran Duran, Andy Taylor, oltre a suonare sul primo album solista della cantante, Belinda, compare anche nel video del suo primissimo successo, Mad About You. Nello stesso album Lindsey Buckingham dei Fleetwood Mac ha coscritto la traccia "Since you've gone". Michelle Phillips (dei The Mamas and The Papas), Chynna Phillips e Carnie Wilson (prima che facessero parte delle Wilson Phillips insieme a Wendy Wilson, sorella minore di Carnie) hanno realizzato i cori per l'album Heaven on Earth. Brian Wilson dei Beach Boys, padre, tra l'altro, di Carnie e Wendy Wilson, ha curato l'arrangiamento e realizzato i cori sul brano California, tratto da A Woman and a Man. Belinda ha cantato dal vivo con i suoi idoli, i Beach Boys, e ha cantato in studio con Freda Payne, quando si è trattato di pubblicare su singolo il classico della Payne, Band of Gold. L'ex Beatles George Harrison ha suonato la chitarra sul singolo Leave a Light On e sul brano Deep Deep Ocean, entrambi contenuti sull'album Runaway Horses. Su questo stesso album Bryan Adams ha realizzato i cori per Whatever It Takes. La Carlisle ha poi realizzato i cori per l'album dei Then Jerico Big Area, sulla traccia intitolata What Does It Take?, e per l'album dei The Smithereens 11, sulla canzone intitolata Blue Period, uscita anche come singolo, oltre che per la versione di She's on the Zoom di Don Henley dalla colonna sonora di Vision Quest (che comprendeva anche Crazy for You e Gambler di Madonna). Infine, Thomas Dolby ha suonato le tastiere in alcuni brani dell'album Heaven on Earth e Brian Eno ha suonato le tastiere sull'ultimo album della Carlisle, Voilà. Marie Claire D'Ubaldo ha scritto per lei "A prayer for everyone". Con l'avvicinamento ai mantra e con la pubblicazione dell'album Wilder Shores, nel 2020 Belinda pubblica un ulteriore singolo popmantra "Sat Siri" in coppia con Donna De Lory, in passato sua corista.

## Vita privata e impegno sociale
Nata in una famiglia di tradizioni profondamente cristiane, Belinda Carlisle ha abbracciato il buddhismo, nella corrente di Nichiren Daishonin.
Belinda è sposata dal 1986 con il produttore cinematografico Morgan Mason, figlio dell'attore James Mason, nonché politico in passato vicino all'area libertaria nell'ambito del Partito Repubblicano dell'era Ronald Reagan. Tuttavia la cantante, proveniente da posizioni anarchiche in gioventù, nella maturità si è sempre mantenuta su posizioni più prossime al Partito Democratico, appoggiando prima Bill Clinton per poi passare più a sinistra, con assidue manifestazioni a favore di Bernie Sanders nel suo profilo Twitter.
Tra le sue esternazioni più progressiste si ricorda la sua esposizione pubblica a favore dei matrimoni tra persone dello stesso sesso, allorché la cantante dichiarò con orgoglio che il suo unico figlio James Duke era gay fin da minorenne, suscitando per questo la reazione polemica dei conservatori. James Duke si è poi lanciato in politica, nel partito democratico, ed è noto soprattutto come attivista LGBT.
Belinda Carlisle è vegetariana da anni e si batte per i diritti degli animali; la cantante vive dividendosi tra Bangkok e l'India, dopo anni trascorsi in Francia. In India ha fondato l'associazione Animal Alliance, per la tutela dei diritti degli animali abbandonati.

## Discografia

### Singoli
| Anno | Titolo                                    | Posizione più alta | Posizione più alta | Posizione più alta | Posizione più alta | Posizione più alta | Posizione più alta | Posizione più alta | Posizione più alta | Posizione più alta | Album                               |                       |
| Anno | Titolo                                    | Australia          | Canada             | Irlanda            | Germania           | Svezia             | Svizzera           | UK                 | USA                | Italia             | Album                               |                       |
| 1986 | "Mad About You"                           | 9                  | 1                  | 28                 | —                  | —                  | —                  | 67                 | 3                  | 19                 | Belinda                             |                       |
| 1986 | "I Feel the Magic"                        | —                  | 51                 | —                  | —                  | —                  | —                  | —                  | 82                 | —                  | Belinda                             |                       |
| 1986 | "Band of Gold"                            | —                  | 91                 | —                  | —                  | —                  | —                  | —                  | —                  | —                  | Belinda                             |                       |
| 1986 | "Since You've Gone" (Solo promozione)     | —                  | —                  | —                  | —                  | —                  | —                  | —                  | —                  | —                  | Belinda                             |                       |
| 1987 | "Heaven Is a Place on Earth"              | 2                  | 3                  | 1                  | 3                  | 1                  | 1                  | 1                  | 1                  | 6                  | Heaven on Earth                     |                       |
| 1988 | "I Get Weak"                              | 34                 | 4                  | 5                  | 38                 | —                  | 24                 | 10                 | 2                  | 11                 | Heaven on Earth                     |                       |
| 1988 | "Circle in the Sand"                      | 75                 | 5                  | 6                  | 9                  | —                  | —                  | 4                  | 7                  | 23                 | Heaven on Earth                     |                       |
| 1988 | "I Feel Free"                             | —                  | —                  | —                  | —                  | —                  | —                  | —                  | 88                 | —                  | Heaven on Earth                     |                       |
| 1988 | "World Without You"                       | —                  | —                  | 21                 | —                  | —                  | —                  | 34                 | —                  | 43                 | Heaven on Earth                     |                       |
| 1988 | "Love Never Dies"                         | —                  | —                  | —                  | —                  | —                  | —                  | 54                 | —                  | —                  | Heaven on Earth                     |                       |
| 1989 | "Leave a Light On"                        | 5                  | 6                  | 4                  | 15                 | 8                  | 8                  | 4                  | 11                 | 4                  | Runaway Horses                      |                       |
| 1989 | "La Luna"                                 | 21                 | —                  | —                  | 16                 |                    | 10                 | 38                 | —                  | 21                 | Runaway Horses                      |                       |
| 1990 | "Summer Rain"                             | 6                  | 22                 | 26                 | 57                 | 15                 | —                  | 23                 | 30                 | 25                 | Runaway Horses                      |                       |
| 1990 | "Runaway Horses"                          | 44                 | —                  | —                  | 63                 | 13                 | —                  | 40                 | —                  | —                  | Runaway Horses                      |                       |
| 1990 | "Vision of You"                           | 84                 | 74                 | —                  | —                  | —                  | —                  | 41                 | —                  | —                  | Runaway Horses                      |                       |
| 1990 | "(We Want) the Same Thing"                | —                  | —                  | 22                 | 53                 | 9                  | —                  | 6                  | —                  | —                  | Runaway Horses                      |                       |
| 1991 | "Live Your Life Be Free"                  | 13                 | —                  | 21                 | 71                 | 16                 | —                  | 12                 | —                  | 11                 | Live Your Life Be Free              |                       |
| 1991 | "Do You Feel Like I Feel?"                | 42                 | 75                 | —                  | —                  | —                  | —                  | 29                 | 73                 | —                  | Live Your Life Be Free              |                       |
| 1992 | "Half the World"                          | —                  | —                  | —                  | 62                 | —                  | —                  | 35                 | —                  | —                  | Live Your Life Be Free              |                       |
| 1992 | "Little Black Book"                       | —                  | —                  | —                  | 69                 | —                  | —                  | 28                 | —                  | —                  | Live Your Life Be Free              |                       |
| 1992 | "I Plead Insanity" (Solo promozione)      | —                  | —                  | —                  | —                  | —                  | —                  | —                  | —                  | —                  | Live Your Life Be Free              |                       |
| 1993 | "Big Scary Animal"                        | 56                 | 70                 | —                  | 63                 | —                  | —                  | 12                 | —                  | 16                 | Real                                |                       |
| 1993 | "Lay Down Your Arms"                      | —                  | —                  | —                  | —                  | —                  | —                  | 27                 | —                  | —                  | Real                                |                       |
| 1996 | "In Too Deep"                             | 11                 | —                  | —                  | —                  | 59                 | —                  | 6                  | —                  | 29                 | A Woman and a Man                   |                       |
| 1996 | "Always Breaking My Heart"                | 50                 | —                  | —                  | —                  | —                  | —                  | 8                  | —                  | 22                 | A Woman and a Man                   |                       |
| 1996 | "Love in the Key of C"                    | —                  | —                  | —                  | —                  | —                  | —                  | 20                 | —                  | —                  | A Woman and a Man                   |                       |
| 1997 | "California"                              | —                  | —                  | —                  | —                  | —                  | —                  | 31                 | —                  | —                  | A Woman and a Man                   |                       |
| 1997 | "I Won't Say (I'm in Love)"               | —                  | —                  | —                  | —                  | —                  | —                  | —                  | —                  | —                  | Hercules (soundtrack)               |                       |
| 1999 | "All God's Children"                      | —                  | —                  | —                  | —                  | —                  | —                  | 66                 | —                  | —                  | A Place on Earth: The Greatest Hits |                       |
| 2000 | "A Prayer For Everyone" (Solo promozione) | —                  | —                  | —                  | —                  | —                  | —                  | —                  | —                  | —                  | A Place on Earth: The Greatest Hits |                       |
| 2013 | "Sun"                                     | —                  | —                  | —                  | —                  | —                  | —                  |                    | —                  | —                  | Icon                                |                       |
| 2023 | "Big big Love"                            | —                  | —                  | —                  | —                  | —                  | —                  |                    | —                  | —                  | Icon                                | Belinda's EP "Kismet" |
| 2023 | "If you go"                               | —                  | —                  | —                  | —                  | —                  | —                  |                    | —                  | —                  | Belinda's EP "Kismet"               | Belinda's EP "Kismet" |
| 2025 | "Never Alone"                             | —                  | —                  | —                  | —                  | —                  | —                  |                    | —                  | —                  | Belinda's EP "Kismet"               |                       |
| 2025 | " The Air that I breathe"                 | —                  | —                  | —                  | —                  | —                  | —                  |                    | —                  | —                  | "Once Upon a time in California"    |                       |
|      | Singoli numeri uno                        | —                  | 1                  | 1                  | —                  | 1                  | 1                  | 1                  | 1                  | —                  | "Once Upon a time in California"    |                       |
|      | Singoli Top ten                           | 4                  | 5                  | 4                  | 2                  | 3                  | 3                  | 7                  | 4                  | 2                  |                                     |                       |
|      | Singoli Top forty                         | 8                  | 6                  | 9                  | 5                  | 6                  | 4                  | 19                 | 6                  | 10                 |                                     |                       |

### Album in studio
- 1986 - Belinda (USA #13, CAN #24)
- 1987 - Heaven on Earth (UK #4, USA #13, CAN #12, ITA #18)
- 1989 - Runaway Horses (UK #4, USA #37, CAN #38)
- 1991 - Live Your Life Be Free (UK #7, CAN #80)
- 1993 - Real (UK #9)
- 1996 - A Woman and a Man (UK #12, ITA #35)
- 2007 - Voila
- 2017 - Wilder Shores (UK #30)
- 2023 - Kismet
- 2025 - Once Upon Time in California

### Raccolte
- 1992 - The Best Of Belinda Volume 1 (UK #1)
- 1998 - The Greatest (Japan)
- 1999 - Original Gold
- 1999 - A Place On Earth - The Greatest Hits (UK #15)
- 2002 - The Collection
- 2003 - Essential
- 2013 - Icon – The Best of Belinda Carlisle
- 2014 - The Collection (CD+DVD)
- 2014 - The Anthology (3CD+2DVD)
- 2019 - Gold (UK #11)
- 2021 - Nobody owns me (Vinyl)

### Live
- 2013 - Live From Metropolis Studios (CD+DVD)
- 2015 - Access All Areas (CD+DVD)
- 2022 - The Heaven on Earth Tour (Vinyl)